# Costa Seca (Pinós)
La Costa Seca és una costa del poble de Pinós, al municipi del mateix nom (Solsonès) situada al sud-est del Santuari de Pinós en unes altituds compreses entre els 700 i els 750 m.